# Nicola Beller Carbone

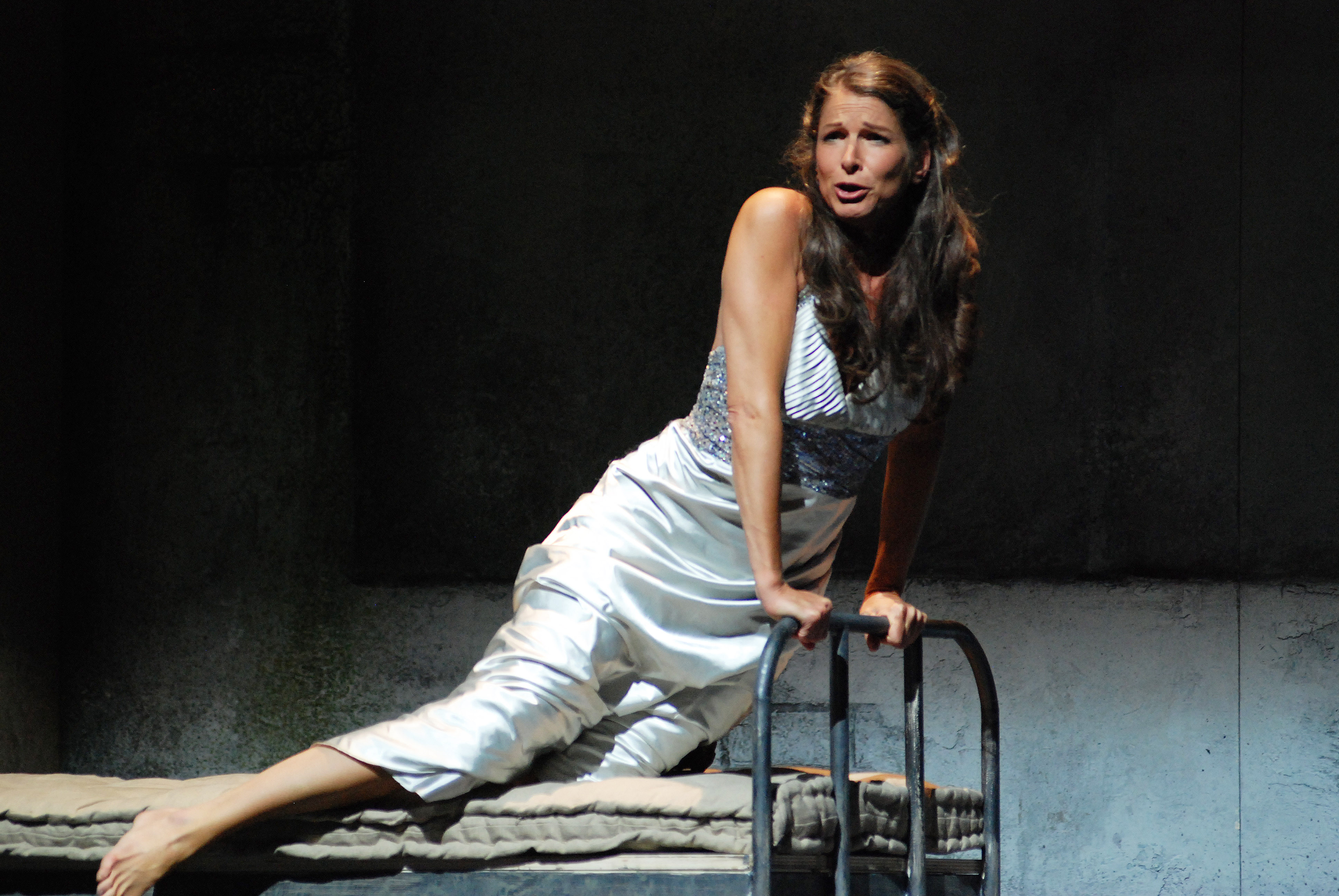
Nicola Beller Carbone as Färberin in Die Frau ohne Schatten at Hessisches Staatstheater Wiesbaden Photo © 2014 by Detlef Kurth

Nicola Beller Carbone (n. en 1964 en Mannheim) es una soprano alemana.

## Educación
Nicola Beller Carbone se crio con su familia en España donde estudió en el Colegio Alemán de San Sebastián y el Colegio Adam Opel de Zaragoza, terminando su formación en el Colegio Alemán de Barcelona en 1982. Comenzó a tocar el piano a los cuatro años, dando conciertos a la edad de 16 años con las Juventudes Musicales en Zaragoza.
Desde pequeña cursó clases de ballet y comenzó inicialmente con la carrera de Arte Dramático en Zaragoza, al mismo tiempo que actuaba en grupos de teatro de calle y cabaret en Zaragoza y Madrid (Escaparate, El Grifo, Boulevard Magenta) y vivía sus primeras experiencias en televisión y cine. Inició la carrera de Canto con Dolores Ripolles en la Escuela Superior de Canto de Madrid en 1988. De 1991 a 1993 fue contratada por el Opernstudio de Múnich, donde continuó sus estudios de interpretación con Astrid Varnay.

## Carrera profesional
En 1993 Hellmuth Matiasek la contrató como cantante estable de la compañía del Staatstheater am Gärtnerplatz de Múnich. En 1996 cambió al Nationaltheater Mannheim bajo la dirección de Jun Märkl, convirtiéndose en miembro fijo de la compañía hasta 2001. A partir de ese año, inició su carrera como profesional independiente. Con su debut de Salome en 2003 en el Stadttheater Osnabrück cambió al registro de soprano spinto. Hasta el momento actual ha cantado Salome en catorce producciones distintas, entre ellas la de Robert Carsen en 2008 en el Teatro Regio di Torino bajo la dirección musical de Gianandrea Noseda, y en la producción de Nicolas Brieger en el Gran teatro de Ginebra en el 2009, dirigida por Gabriele Ferro. Se especializa sobre todo en el repertorio del siglo XX con óperas de Zemlinsky, Schreker, Korngold, Krenek, Shostakóvich y Berg, pero también interpreta óperas de Strauss y Wagner. Floria Tosca, Marie de Wozzeck y Katerina Ismailowa son tres de los personajes que más ha cantado.
En el 2024 ha dado su debut como directora de escena en Madrid con la ópera de cámara Domitila de Joao Guilherme Ripper in una coproducción entre el Teatro de la Zarzuela e la Fundación Juan March.

## Docencia
En 2013 Beller Carbone inicia una actividad paralela a su carrera profesional, impartiendo seminarios sobre enseñanza escénica e interpretación en el Internationales Opernstudio Zürich, en la Escuela Superior de Canto de Madrid, la Accademia del Maggio Fiorentino, la FIAK (Fundación Internacional Alfredo Kraus), la Theaterakademie August Everding München y el  Conservatoire de Musique Montrèal. Desde 2019 forma parte del equipo permanente de profesores de la Opernstudio der Bayerischen Staatsoper con clases magistrales regulares sobre actuación e interpretación escénica. El año 2013 funda la escuela de verano InCanto Tignano en la Toscana, donde imparte cursos sobre estas dos vertientes artísticas junto al director de escena escocés Paul Curran. En 2019 perfecciona su concepto de enseñanza y crea LIBERAinCANTO, un "stage masterclass" itinerante para jóvenes cantantes líricos. 

## Vida privada
Beller Carbone está casada con el orfebre italiano Giò Carbone, fundador de la Escuela de Orfebrería Le Arti Orafe en Florencia.

## Selección de producciones de Operas
- 2006 Santuzza en Cavalleria Rusticana en la Deutsche Oper Berlin
- 2007 Katerina Ismailova en Lady Macbeth de Mtsensk en la Canadian Opera Company Toronto
- 2007 Sieglinde en La valquiria en el Nationaltheater Weimar
- 2008 Rol titular en Salome en el Teatro Regio di Torino
- 2008 Rol titular en Tosca en la Opera de Nice
- 2008 Leonore en Karl V de E.Krenek en los Bregenzer Festspiele
- 2008 Rosalinde en El murciélago en la Ópera de Lyon
- 2009 Rol titular en Salome en el Gran teatro de Ginebra
- 2009 Marie / Marietta en La ciudad muerta en el Teatro Massimo, Palermo
- 2009 Gutrune en El crepúsculo de los dioses en el Teatro La Fenice
- 2010 La mujer en La voz humana en la Oper Köln
- 2010 Rol titular en Francesca de Rimini en el Teatro Argentino La Plata
- 2011 Lyvia Serpieri en el estreno mundial de Senso de Marco Tutino en Teatro Massimo Palermo
- 2011 Marie en Wozzeck en Santa Fe Opera House
- 2011 Rol titular en Salome en la Opera de Montreal
- 2012 Rol titular en Salome en La Monnaie, Bruselas
- 2012 Nyssa en El rey Candaulo de Zemlinsky en el Teatro Massimo, Palermo
- 2012 Titelpartie in Salome en la Opernhaus Zürich
- 2012 Musetta en La Bohème de G. Puccini en Choregies d'Orange
- 2012 Rol titular en Pepita Jiménez en el Teatro Argentino La Plata
- 2013 Infanta en El enano de Zemlinsky en la Opera National de Paris
- 2013 Carlotta en Los estigmatizados de Franz Schreker en la Oper Köln
- 2014 Diemut en Necesidad del fuego en el Teatro Massimo Palermo
- 2014 Rol titular en Salome en la Royal Opera Stockholm
- 2014 Gräfin de la Roche en Los soldados de B.A.Zimmermann en la Bayerische Staatsoper München
- 2014 Färberin en La mujer sin sombra de Richard Strauss  en el Hessisches Staatstheater Wiesbaden
- 2015 La grand duquesa de Gerolstein de J.Offenbach en el Teatro de la Zarzuela Madrid
- 2015 Katerina Ismailov en Lady Macbeth de Mtsensk de Dmitri Schostakowitsch en la Opera de Montecarlo
- 2015 Isolde en Tristan und Isolde de Richard Wagner  2o acto en forma de concierto en los Maifestspiele de Wiesbaden
- 2015 Pepita Jiménez de Isaac Albeniz en el Teatro Campoamor Oviedo
- 2015 Sieglinde en Die Walküre de Richard Wagner en el Teatro Campoamor Oviedo
- 2015 Chrysothemis en Elektra de Richard Strauss en la Opera de Montreal
- 2016 Ophelia en Die Hamletmaschine de Wolfgang Rihm en la Opera Zürich
- 2016 Medea de Luigi Cherubini (en lengua italiana) en la Opera de Nice
- 2016 Nyssia en Der König Kandaules de Zemlinksy en el Teatro de la Maestranza Sevilla
- 2017: Casilda en La Villana de Amadeo Vives en la Teatro de la Zarzuela
- 2017: Julia Farnese en Bomarzo de Alberto Ginastera en la Teatro Real (Madrid)
- 2017: Soleà en El Gato Montes de Manuel Penella Moreno en la Teatro de la Zarzuela Madrid
- 2017: Jenny en Aufstieg und Fall der Stadt Mahagonny von Kurt Weill im Teatro Colon, Buenos Aires
- 2018: Yü Pei en Der Kreidekreis de Alexander von Zemlinsky en la Opera de Lyon
- 2018: Kundry en Parsifal de Richard Wagner en el Tiroler Festspiele Erl
- 2018: Marie en Der Diktator de Ernst Krenek en el Teatro de la Maestranza  de Sevilla
- 2018: Der Trommler en El emperador de la Atlántida de Viktor Ullmann  en el Teatro de la Maestranza  de Sevilla
- 2019: Eurydice en Orfeo y Eurídice de Christoph Willibald Gluck  en el Teatro Villamarta de Jerez de la Frontera
- 2019 Anna I & II  en Die sieben Todsünden de Kurt Weill  en el Hessisches Staatstheater Wiesbaden
- 2019 Die Frau en Erwartung de Arnold Schönberg  con Netherlands Radio Philharmonic Orchestra
- 2019: Kundry en Parsifal de Richard Wagner en el Tiroler Festspiele Erl
- 2019 Feldmarschallin en Der Rosenkavalier de Richard Strauss  en el Hessisches Staatstheater Wiesbaden
- 2020: Elektra en Electra (ópera) de Richard Strauss  en el Stadttheater Klagenfurt
- 2021: Marie en Marie de German Alonso, en el Teatro de La Abadía
- 2021: Marie en Marie de German Alonso en el Teatro Lope de Vega (Sevilla)
- 2021: Anna I en Die sieben Todsünden de Kurt Weill en el Teatro Arriaga Bilbao
- 2021: Soleà in El gato montés de Manuel Penella Moreno en el Teatro Campoamor
- 2021: Elle en La voz humana (ópera) de Francis Poulenc en el Gran Teatro de Córdoba
- 2021: Elle en La voz humana (ópera) de Francis Poulenc en el Espacio Turina
- 2022: Elle en La voz humana (ópera) de Francis Poulenc en el Euskalduna Bilbao / ABAO
- 2022: Bianca en Una tragedia florentina (ópera) de Zemlinksy en el Euskalduna Bilbao/ABAO
- 2022: Natascha en Bluthaus de Georg Friedrich Haas en la Ópera Estatal de Baviera
- 2022: Madame Croissy en Diálogos de carmelitas (ópera) de Francis Poulenc en el Teatro Villamarta
- 2023: Fabia in El caballero de Olmedo, Estreno mundial de Díez Boscovich enel Teatro de la Zarzuela
- 2024: Sylvie Meier en Otages, Estreno mundial de Sebastian Rivas en la Opera de Lyon
- 2024: Madame von Luber en Der Silbersee de Kurt Weill en la Opera National de Lorraine
- 2024: Directora de escena de la ópera de cámara Domitila de Joao  Guillerme Ripper en la Fundación Juan March, Madrid

## Discografía

### DVD
- 2008: Ernst Krenek: Karl V. op. 73, Bregenzer Festspiele 2008
- 2014: Richard Strauss: Feuersnot, Teatro Massimo Palermo 2014

### CD
- 2007: Ludwig van Beethoven: Messe in C-Dur, Orquesta Sinfónica de la SWR Baden-Baden und Freiburg
- 2009: Franz Lehár: Friederike, Festival Radio France et Montpellier Languedoc-Roussillon 2009

## Premios y reconocimientos
- 1990: 3º Premio en el Concurso Internacional de Canto "Ciudad de Logroño", España
- 1993: 3º Premio del Concurso internacional Nuevas Voces, organizado por el grupo Bertelsmann, en Gütersloh, Alemania
- 1994: Premio de Baviera para Artistas Escénicos
- 2015 Premios líricos Campoamor como mejor cantante de opera española y zarzuela

## Enlaces
- Nicola Beller Carbone, página oficial de la artista
- Operabase, Índice de actuaciones